# Jan Mielecki
Jan Mielecki herbu Gryf (ur. 1501, zm. w 1561 roku) – od 1540 kasztelan wiślicki, potem wojewoda podolski, marszałek wielki koronny. W roku 1557 dowodził armią polską podczas wyprawy poswolskiej, hetman okresowy w 1557 roku, rotmistrz jazdy obrony potocznej w latach 1526–1557.

## Życiorys
Pochodził z zamożnej rodziny szlacheckiej Mieleckich herbu Gryf wywodzącej się z Mielca w Sandomierskiem. Był synem Stanisława z Mielca, kasztelana zawichojskiego, rotmistrza królewskiego. Posiadał znaczny majątek. Należał do niego rodowy zamek mielecki, położony nad Wisłoką, część miasta Mielec, Zgórsko i Długa Wola. Ponadto był właścicielem 9 miast części jednego oraz 93 wsi, większość nabył w województwie ruskim. Był tenutariuszem wielu dóbr królewskich. Dzierżawił wójtostwa tłumackie, kopczyckie, czynieckie, czuniłowskie oraz starostwa chmielnickie, grodeckie i samborskie.
Studiował na Akademii Krakowskiej w 1514 roku. Karierę w armii koronnej rozpoczął w 1526 jako rotmistrz jazdy obrony potocznej, przez 14 lat będzie zdobywał doświadczenie bojowe w walkach z Tatrami i Mołdawianami na Rusi i Podolu. W 1531 wziął udział w wyprawie hetmana Jana Tarnowskiego na Pokucie, przeciw hospodarowi mołdawskiemu Rareszowi. Walczył w bitwie pod Obertynem (22 sierpnia 1531). W tej kampanii jego chorągiew liczyła 499 koni, Mielecki wystawił 50-konny poczet rotmistrzowski. W 1535 obejmuje urząd kasztelana czchowskiego, w 1540 wiślickiego w 1548 zostaje mianowany wojewodą podolskim, a w 1556 marszałkiem wielkim koronnym.
Poseł na sejm krakowski 1538/1539 roku z województwa krakowskiego.
W 1557 został hetmanem królewskich wojsk w wyprawie Zygmunta Augusta do Inflant. Był zaufanym współpracownikiem hetmana Tarnowskiego, organizował z nim zaciąg żołnierzy na wojnę z inflancką gałęzią zakonu krzyżackiego.

## Życie prywatne
W 1539 poślubił Annę Kolankę, córkę hetmana Jana Koli, która dla zawarcia tego małżeństwa opuściła mury klasztorne. Jego synem był hetman Mikołaj Mielecki.
Zmarł w 1561.